# Abbreviation
Als Abbreviation (lat. „abbreviatio“: Abkürzung) bezeichnet man in der Zoologie die Verkürzung der Individualentwicklung eines Individuums durch den Wegfall einzelner Entwicklungsstufen. Besonders bekannt ist in diesem Kontext die Neotenie oder auch Fetalisation einzelner Schwanzlurcharten wie etwa dem Axolotl. Diese behalten lebenslang Merkmale der Larvalstadien wie etwa die äußeren Kiemen, werden jedoch in dieser Entwicklungsstufe geschlechtsreif. Das Gegenteil der Abbreviation stellt die Prolongation dar.
In der kunstgeschichtlichen Formensprache taucht der Begriff ebenfalls auf. So stehen manchmal ein Fenster oder eine Tür für das ganze Gebäude oder einige wenige Blumen für eine ganze Blumenwiese.
In der Literatur kann mit einem Schiff oder einem mehrräumigen Gebäude manchmal ein ganzes Staatsgebilde gemeint sein.